# О’Брайен, Ларри
Ло́уренс Фрэ́нсис «Ла́рри» О’Бра́йен мла́дший (англ. Lawrence Francis "Larry" O'Brien, Jr.; 7 июля 1917 — 28 сентября 1990) — один из ведущих политических деятелей Демократической партии. Во время президентства Линдона Джонсона служил Генеральным почтмейстером США.
С 1975 по 1984 год работал комиссаром Национальной баскетбольной ассоциации.
О’Брайен, сын ирландских эмигрантов, родился в г. Спрингфилде (штат Массачусетс). Когда О’Брайен не занимался политикой, он управлял финансами семьи и занимался общественной деятельностью.

## Политика
Начало политической деятельности у О’Брайена началось еще в возрасте 11 лет, когда его отец, лидер местной ячейки Демократической партии, нанимал его в качестве волонтера во время Президентских выборов в США 1928 года. О’Брайен стал яростным демократом еще, будучи студентом Спрингфилдского отделения Северо-Восточного университета, известного как Western New England College School of Law.
В 1946, 1948 и 1950 годах его назначали руководителем предвыборной кампании его друга Фостера Фурколо (англ. Foster Furcolo) в палату представителей США.
В 1952 году он был назначен Джоном Ф. Кеннеди руководителем в Массачусетсе его впоследствии успешной избирательной кампании в Сенат США. В 1958 году он вновь управлял в Массачусетсе избирательной кампанией. В избирательной кампании О’Брайен активно использовал волонтеров.
В 1959 году О’Брайен был одним из основателей президентской кампании 1950 года сенатора Кеннеди.
В 1960 году О’Брайен был назначен общенациональным руководителем президентской кампании Кеннеди.

## Комиссар НБА
О’Брайен был назначен комиссаром Национальной баскетбольной ассоциацией в 1975 году. Под его руководством произошло слияние Американской баскетбольной ассоциации в НБА. Он разорвал соглашение с общенациональным каналом CBS Television. Под его руководством посещаемость матчей значительно выросла. В 1984 году О’Брайен ушел в отставку. В этом же году Трофей Финала НБА (англ. NBA Finals Trophy) была переименована в Кубок Ларри О’Брайена (англ. Larry O’Brien Trophy) в знак уважения к его заслугам.
О’Брайен был введен в Зал славы баскетбола, расположенный в его родном городе Спрингфилд, Массачусетс.

### Важные события в НБА
- Расширение чемпионата с 18 до 23 команд[3].
- Согласование самого дорого телевизионного контракта (1982).
- Перевод НБА на кабельные телеканалы (ESPN и USA Network) в 1982 году.
- Согласование двух ключевых коллективных договоров (1976, 1983)[3].
- Усовершенствование драфта (1976)[3].
- Согласование слияния ABA-NBA[3] по которому «Денвер Наггетс», «Сан-Антонио Спёрс», «Индиана Пэйсерс», и «Нью-Джерси Нетс» вступили, «Кентукки Колонелс» и «Спиритс оф Сент-Луис» были проданы, а «Вирджиния Сквайерс» расформирована.
- Введение потолка зарплат (1983).
- Урегулирование иска Оскара Робертсона в 1976 году и создание справедливой и равноправной системы свободного агентства для ветеранов[4].
- Ежегодная посещаемость матчей НБА превысила 10 млн человек.
- Посещаемость удвоились, а телевизионные сборы утроились во время его руководства.
- Учреждение стипендиальной программы НБА для учащихся колледжей[3].
- Введение строгого антидопингового соглашения с Ассоциацией игроков НБА (1983)[3].
- Введение трехочковых бросков (1979)[3].